# Kelly Catlin
Kelly Catlin (Saint Paul, 3 de noviembre de 1995-Stanford, 7 de marzo de 2019) fue una deportista estadounidense que compitió en ciclismo en las modalidades de pista, especialista en las pruebas de persecución, y ruta, con el equipo Rally Cycling.
Participó en los Juegos Olímpicos de Río de Janeiro 2016, obteniendo una medalla de plata en la prueba de persecución por equipos (junto con Sarah Hammer, Chloé Dygert y Jennifer Valente).
Ganó 5 medallas en el Campeonato Mundial de Ciclismo en Pista, en los años 2016 y 2018.
Fuera del ciclismo, Catlin se graduó en la Universidad de Minnesota en Ingeniería Biomédica y Filología China, y fue aceptada para estudios de postgrado en Ingeniería Informática en la Universidad de Stanford. Se suicidó el 7 de marzo de 2019 a los veintitrés años de edad.

## Medallero internacional
| Juegos Olímpicos   | Juegos Olímpicos         | Juegos Olímpicos  | Juegos Olímpicos        |
| Año                | Lugar                    | Medalla           | Competición             |
| ------------------ | ------------------------ | ----------------- | ----------------------- |
| 2016               | Río de Janeiro (Brasil)  | Medalla de plata  | Persecución por equipos |
| Campeonato Mundial |                          |                   |                         |
| Año                | Lugar                    | Medalla           | Competición             |
| 2016               | Londres (Reino Unido)    | Medalla de oro    | Persecución por equipos |
| 2017               | Hong Kong (China)        | Medalla de oro    | Persecución por equipos |
| 2017               | Hong Kong (China)        | Medalla de bronce | Persecución individual  |
| 2018               | Apeldoorn (Países Bajos) | Medalla de oro    | Persecución por equipos |
| 2018               | Apeldoorn (Países Bajos) | Medalla de bronce | Persecución individual  |